# Варма, Девен
Девен Варма (англ. Deven Verma, хинди देवेन वर्मा; 23 октября 1937 — 2 декабря 2014) — индийский актёр кино и телевидения, снявшийся 149 фильмах, большая часть из которых была на хинди и несколько на маратхи и бходжпури. Обладатель трёх Filmfare Award за лучшее исполнение комической роли.

## Биография
Девен Варма родился 23 октября 1937 года. Его отец Балдев Сингх Варма занимался вначале серебром, а затем прокатом фильмов, а мать была домохозяйкой. У Девена было четыре сестры. Семья переехала в Пуну, чтобы беспорядки в Бомбее не помешали его старшей сестре закончить обучение. Девен посещал школу-интернат в Панчгани, а после её окончания с 1953 по 1957 год — Nowrosjee Wadia College, где изучал социологию и политические науки. Затем он поступил в Юридический колледж в Бомбее, но бросил его через полгода.
Ещё учась в колледже, Варма стал принимать участие в студенческих пьесах и молодёжных фестивалях. Получив образование, он вступил в театральную труппу и начал выступать на сцене. На одном из таких выступлений его заметил Б. Р. Чопра и предложил ему роль второго плана в фильме его брата Яша «Сын судьбы» (1961). Фильм провалился в прокате, однако А. В. Мейяппан, глава студии AVM Productions, заключил с Девеном трёхгодичный контракт. На время контракта Варма остался в Мадрасе (ныне Ченнаи), где совершенствовал своё актёрское мастерство.
Его комический талант впервые проявился в фильме «Заблуждение» (1963), где он сыграл слугу героя Ашока Кумара. Фильм привлёк к нему внимание, повлёкшее за собой множество предложений ролей, однако Варма не соглашался на более, чем два фильма в год. К этому времени его первый контракт истёк, и он вернулся в Бомбей. В эти годы он сыграл в таких драмах Болливуда, как «Анупама» (1966) Ришикеша Мукхерджи и «Молчание» (1970) Гулзара. Он также превосходно исполнил роль сварливого, но добросердечного театрального артиста в другой драме Гульзара «Ищу тебя» (1971).
В 1969 году Девен впервые попробовал себя в качестве продюсера в фильме Yakeen. Всего за свою карьеру он поставил 8 фильмов, в четырёх из которых также был режиссёром: Nadaan (1971), Bada Kabutar (1973), Besharam (1978) и Dana Paani (1989).
Всё изменилось в 1975 году, когда за свою роль в фильме Chori Mera Kaam он получил свою первую Filmfare Award за лучшее исполнение комической роли. Предложений становилось всё больше и больше, а Девен, не в силах отказать многим кинематографистам, ставшим его друзьями, в итоге снимался в 16 фильмах одновременно. Его двойная роль Бахадура в фильме Гулзара Angoor (1982), адаптации пьесы Шекспира «Комедия ошибок», считается одной из самых смешных ролей в кино на хинди. Среди других его памятных фильмов Chor Ke Ghar Chor (1978), Khatta Meetha (1979), «Всё дело в усах» (1978), «Разлука» (1980), Naastik (1983), «Подстрекатель» (1983), «Сердце» (1990), «Хочу жениться на дочери миллионера» (1994) и «Сумасшедшее сердце» (1997). Актёр ушёл из кино после фильма «Роковая встреча» (2003).
Девен Варма был госпитализирован в понедельник вечером 1 декабря 2014 года и помещён в отделение интенсивной терапии Sahyadri Hospital в Пуне, где скончался в 1:45 ночи 2 декабря.
Варма был женат на Рупе Гангули, младшей дочери известного актёра Ашока Кумара.

## Награды
Актёр номинировался на премию Filmfare Award за лучшее исполнение комической роли 13 раз, в том числе четырежды с двумя параллельными номинациями (в 1977, 1979, 1980 и 1981 годах), и выиграл её 3 раза за фильмы:
- 1976 — Chori Mera Kaam[7]
- 1979 — Chor Ke Ghar Chor[8]
- 1983 — Angoor[9]